# Fearless (cançó)
Fearless és el tercer títol del disc Meddle del grup britànic de rock progressiu Pink Floyd. El temps de la peça és lent i marcat per la guitarra acústica, com als altres temes del disc. Roger Waters va compondre un famós riff de guitarra que va aprendre de Syd Barrett i toca aquest riff i altres fragments de guitarra del tema tot i que ell era el baixista. Cap al final de la cançó se sent el You'll Never Walk Alone l'himne del Liverpool FC cantat pels mateixos seguidors del club.
La cançó fou considerada com un hit underground perquè tot i que no va ser mai tocada en concert ni va sortir en single fou molt apreciada pels fans i els incondicionals de Pink Floyd. El títol prové d'un terme de l'equip de futbol del Liverpool que es fa servir en els partits. La cançó Here Comes A Soul Saver de l'àlbum epònim dels The Charlatans té molta semblança amb aquesta de Pink Floyd.

## Crèdits
- David Gilmour - guitarra i veu
- Roger Waters - cor, guitarra i baix
- Richard Wright - piano
- Nick Mason - bateria i instruments de percussió

amb:
- Seguidors del Liverpool FC que canten el You'll never walk alone.